# Azzam al-Ahmad

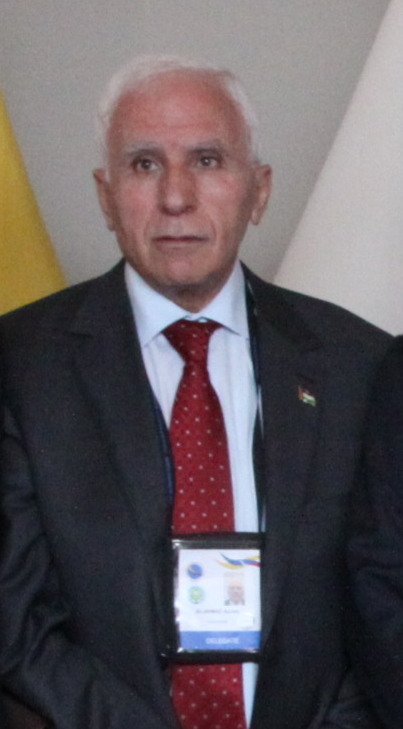
Azzam al-Ahmad

Azzam al-Ahmad (arabisch عزام الأحمد, DMG ʿAzzām al-Aḥmad, * 1948 in Rummana, Westjordanland) ist ein palästinensischer Politiker (Fatah).
Al-Ahmad hat Wirtschaft an der Universität Bagdad studiert. Von 1971 bis 1974 leitete er die von Jassir Arafat gegründete Generalunion Palästinensischer Studenten (GUPS). Seit 2006 gehört er für die Fatah dem Palästinensischen Legislativrat an.